# Аттриль, Уильям
Уильям Дунбар Аттриль (фр. William Dunbar Attrill; март 1868, Каус, Юго-Восточная Англия — 1939, Эдмонтон, Большой Лондон) — французский крикетист, серебряный призёр летних Олимпийских игр 1900.
На Играх участвовал в единственном крикетном матче Франции против Великобритании, который его команда проиграла, и Аттриль получил серебряную медаль. За игру он не получил ни одного очка.